# Уильямс, Дональд Эдвард
До́нальд Э́двард Уи́льямс (англ. Donald Edward Williams; 13 февраля 1942 — 23 февраля 2016) — астронавт США. Совершил два космических полёта на шаттлах в качестве пилота на STS-51D (1985, «Дискавери») и в качестве командира корабля на STS-34 (1989, «Атлантис»), полковник.

## Рождение и образование

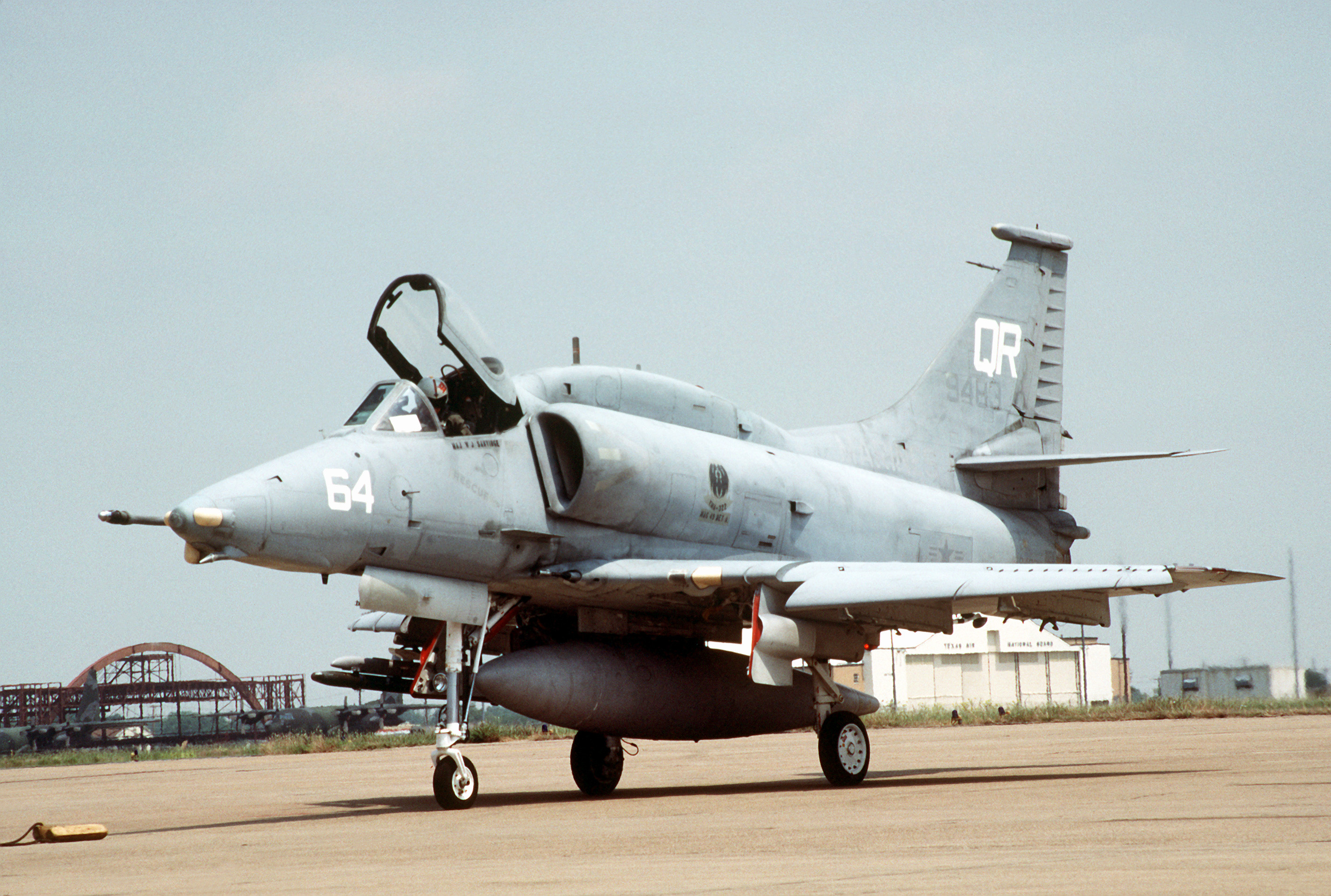
A-4.

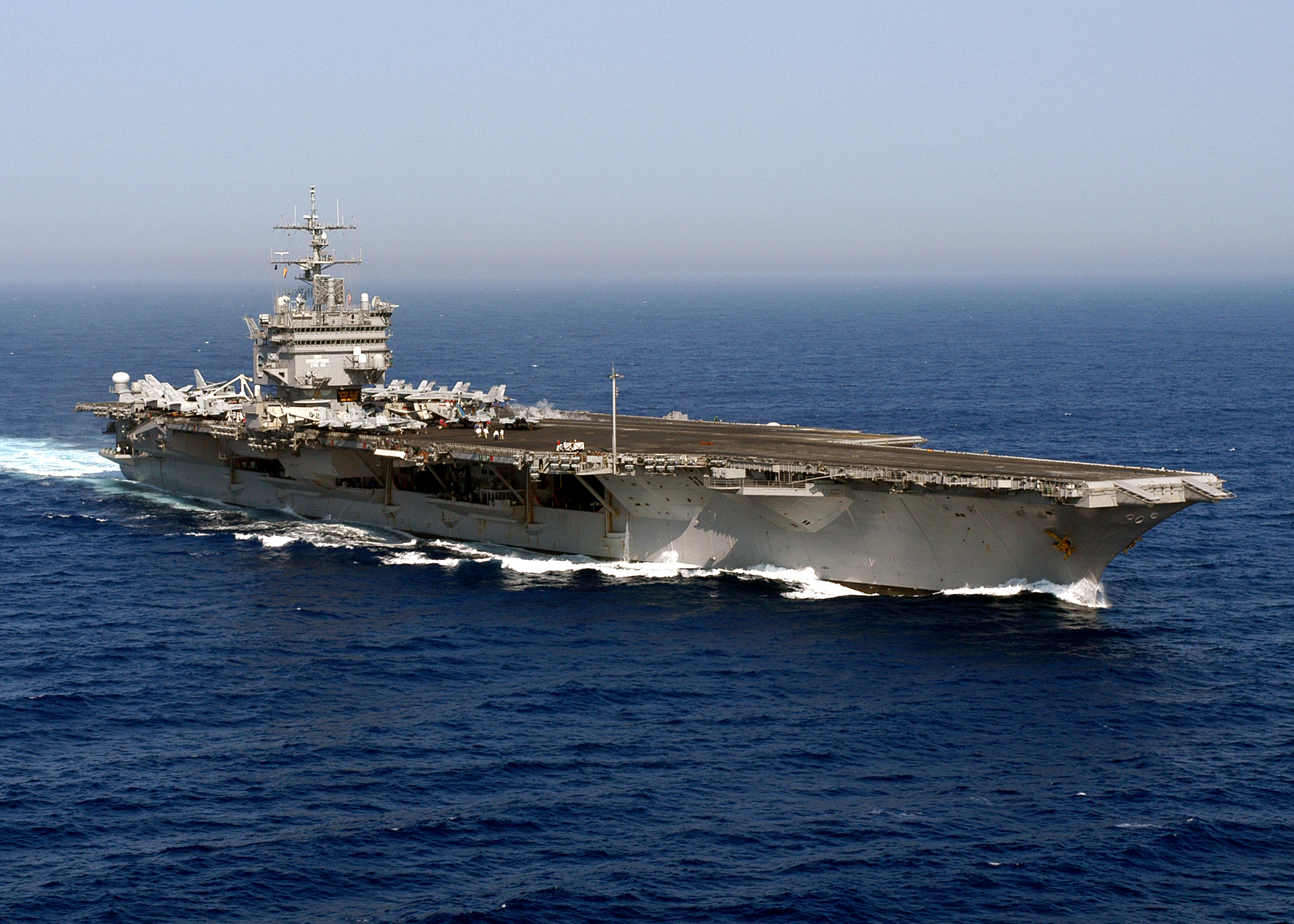
Авианосец «Энтерпрайз».

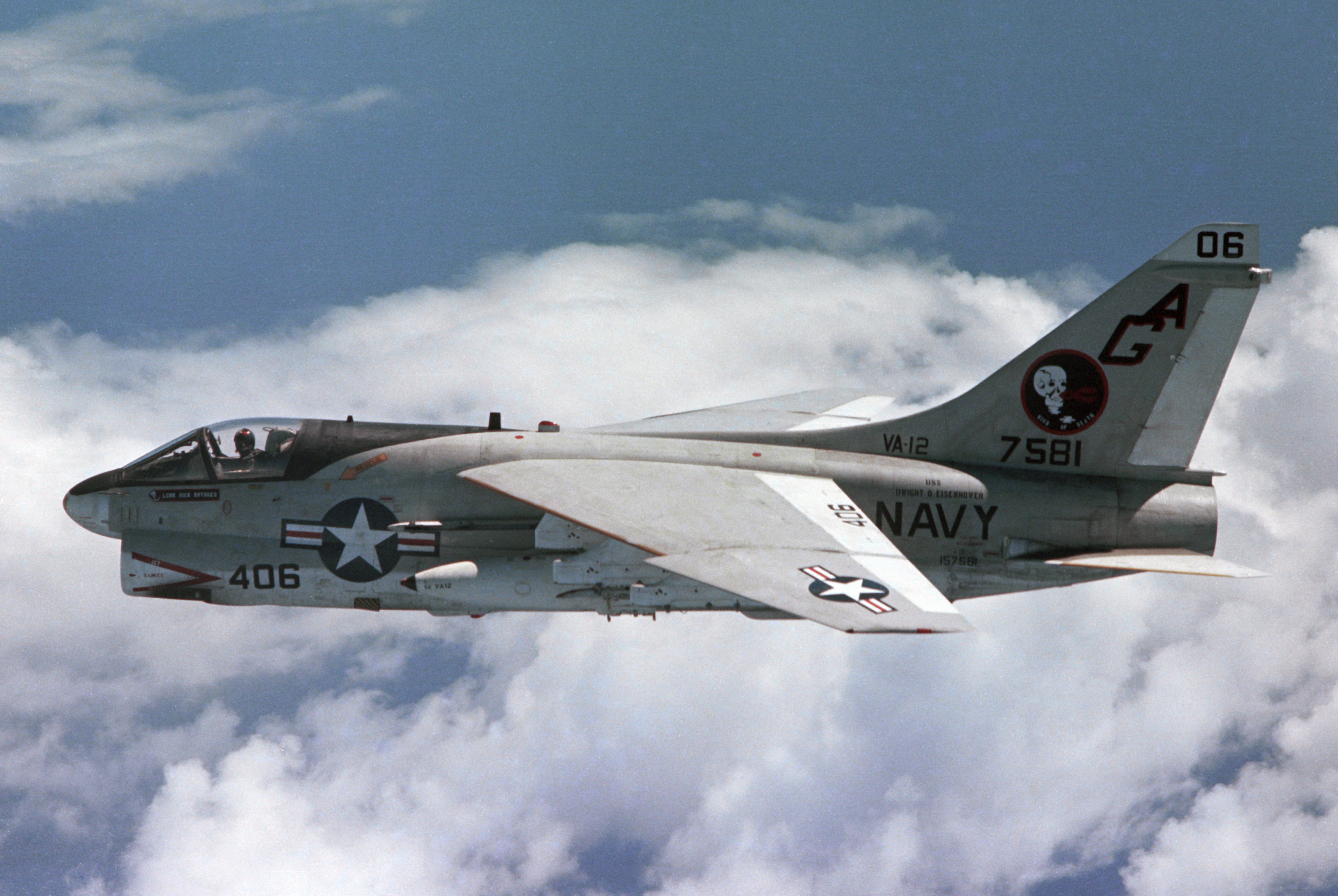
A-7.

Родился в городе Лафайетт, штат Индиана. В 1960 году окончил среднюю школу в городе Оттербейн, штат Индиана. В 1964 году в Университете Пердью получил степень бакалавра наук по машиностроению.

## До полётов
Во время учёбы в Университете прошёл подготовку по программе подготовки офицеров запаса ВМС. После окончания учёбы был направлен на начальную лётную подготовку, которую проходил на авиабазе в Пенсакола во Флориде, авиабазе Меридиан (штат Миссисипи) и на авиабазе Кингсвилл (штат Техас), где в мае 1966 года стал военно-морским лётчиком. После переподготовки на A-4, Дональд Уильямс был направлен в 113-ю штурмовую эскадрилью, в составе которой на борту авианосца «Энтерпрайз» принимал участие в двух боевых походах к побережью Вьетнама. Затем в течение двух лет служил в 125-й штурмовой эскадрильи на авиабазе Лимур в Калифорнии, после чего прошёл переподготовку на самолете A-7.
Служил в 97-й штурмовой эскадрильи в составе 14-го авиакрыла Атлантического флота, вместе с которой на авианосце «Энтерпрайз» выполнил ещё два похода к берегам Вьетнама. Выполнил в общей сложности 330 боевых вылетов. В 1973 году учился в штабном колледже вооружённых сил, а в июне 1974 года окончил Школу лётчиков-испытателей ВМС США на авиабазе Патаксент-Ривер в Мэриленде. В 1974—1976 годах служил лётчиком-испытателем Отделения оценки пригодности авианосцев в Отделе лётных испытаний Лётно-исследовательского центра ВМС. После реорганизации в 1976 году Лётно-исследовательского центра ВМС был назначен начальником Отделения систем авианосцев в Отделе испытаний ударных самолётов. С июня 1977 года и до зачисления в отряд НАСА служил в 94-й штурмовой эскадрилье, где проходил тренировки для восстановления лётных навыков на A-7. Общий налёт составляет более 6 000 часов, из них не менее 5 700 на реактивных самолётах. Выполнил 745 посадок на палубу авианосца. Воинские звания: майор ВМС (в 1978 году), полковник ВМС (в отставке с марта 1990 года).

## Космическая подготовка
16 января 1978 года отобран в отряд астронавтов НАСА во время 8-го набора. Прошёл Курс Общекосмической подготовки (ОКП) и в августе 1979 года был зачислен в Отдел астронавтов в качестве пилота шаттла. Работал лётчиком-испытателем в Лаборатории электронного оборудования шаттла.

## Космический полёт
- Первый полёт — STS-51D[3], шаттл «Дискавери». С 12 по 19 апреля 1985 года в качестве пилота. Продолжительность полёта составила 6 суток 23 часа 57 минут[4].
- Второй полёт — STS-34[5], шаттл «Атлантис». C 18 по 23 октября 1989 года в качестве командира зкипажа. Продолжительность полёта составила 4 суток 23 часа 40 минут[6].

Общая продолжительность полётов в космос — 11 суток 23 часа 37 минут. С сентября 1982 по июль 1983 года был заместителем начальника Отдела реализации программы «Космическая Транспортная система» по вопросам комплексирования операций. С июля 1985 по август 1986 года работал заместителем начальника отдела Полётных операций в Космическом центре имени Джонсона. С сентября 1986 по декабрь 1988 года работал начальником Отделения обеспечения программы полёта в Отделе астронавтов. Уволился из НАСА в марте 1990 года.

## После полётов
После ухода из НАСА работал старшим специалистом по системам управления в корпорации «Международные прикладные науки» в Хьюстоне. Затем работал координатором контрактов между «Национальным центром гидрографии» и Центра космических исследований имени Д. Стенниса.  Скончался 23 февраля 2016 года.

## Награды и премии
Награждён: Орден «Легион почёта», Медаль «За космический полёт» (1985 и 1989).

## Семья
Жена — Линда Джо Грабо, сын — Джонатан Эдвард (род. 17.09.1974), дочь — Барбара Джейн (род. 10.07.1976). Увлечения: разнообразные виды спорта и фотографирование.